# Kaiser Chiefs
Kaiser Chiefs – angielski zespół indierockowy założony w 1996 roku w Leeds, pierwotnie jako Parva.

## Historia
Do roku 2003 członkowie późniejszego Kaiser Chiefs grali w garażowym zespole Parva (wcześniej także jako Runston Parva). Momentem przełomowym było porzucenie ich przez wydawcę – muzycy postanowili powrócić do swoich indierockowych korzeni. To zadecydowało o późniejszych sukcesach odniesionych na brytyjskiej, i nie tylko, scenie muzyki niezależnej.
Nazwa Kaiser Chiefs wzięła się od zespołu piłkarskiego z Republiki Południowej Afryki – Kaizer Chiefs FC, gdzie grał dawny kapitan Leeds United – Lucas Radebe (muzycy są zagorzałymi fanami ekipy z Leeds).
18 lutego 2005 roku Kaiser Chiefs zagrali na otwarciu gali dziennika muzycznego NME i tym samym zapewnili sobie the Philip Hall Radar Award. Za oficjalny debiut grupy można uznać singel „Oh My God” wydany w wytwórni Drowned In Sound w maju 2004 roku, który został wyprzedany w trzy dni od pojawienia się w sklepach, plasując się na 66 miejscu brytyjskiej listy przebojów. Debiutancki album Employment ukazał się 7 marca 2005 i w tym samym tygodniu zajął 3 miejsce na brytyjskiej liście.
W listopadzie 2005 w sklepach pojawił się (częściowo fikcyjny) film dokumentalny na temat zespołu, zawierający także materiały promocyjne, nagrania z występów na żywo oraz dodatki. W Internecie  pojawił się klip do piosenki „Sink that Ship”, wydany we wrześniu 2005. Wideo zostało umieszczone na stronie Electronic Arts jako materiał promocyjny do gry Burnout Revenge.

## Skład
- Ricky Wilson – wokal, tamburyn
- Andrew 'Whitey' White – gitara elektryczna
- Simon Rix – gitara basowa
- Nick Hodgson – perkusja, chórki (do 2012r.)
- Nick 'Peanut' Baines – instrumenty klawiszowe
- Vijay Mistry (od 2013r. - zastąpił Nicka Hodgsona)

## Dyskografia
- Employment (2005)
  - "Oh My God" (2004)
  - "I Predict a Riot" (2004)
  - "Oh My God" (powtórnie) (2005)
  - "Everyday I Love You Less And Less" (2005)
  - "I Predict a Riot / Sink that Ship" (2005)
  - "Modern Way" (2005)
- Music from the OC: Mix 5 (2005, kompilacja)
- Lap of honour (2006)
- Yours Truly, Angry Mob (2007)
  - "Ruby" (2007)
- Off with Their Heads (2008)
  - "Never Miss A Beat" (2008)
- The Future Is Medieval (2011)
- Education, Education, Education and War (2014)
- Stay Together (2016)
- Duck (2019)

## Nagrody i osiągnięcia
- 2005 3voor12 (NL): Best Single: Oh My God
- 2006 Brit Awards: British Rock Act
- 2006 Brit Awards: British Live Act
- 2006 Brit Awards: British Group
- 2006 NME Awards: Best Album
- 2006 NME Awards: Best Dressed (for Ricky Wilson)